# Leirvík
Leirvík es una localidad del municipio de Eystur (Islas Feroe, Dinamarca). Con 876 habitantes en 2011, es la principal localidad del municipio.
Se asienta en un valle al oriente de la isla Eysturoy, junto al estrecho Leirvíksfjørður. Por el oeste, Leirvík se comunica con la vecina localidad de Norðragøta a través del túnel de Leirvík, y por el este con Klaksvík, en la isla Borðoy, a través del túnel de las Islas del Norte.
Leirvík tiene una importante industria pesquera y de construcción naval.

## Historia

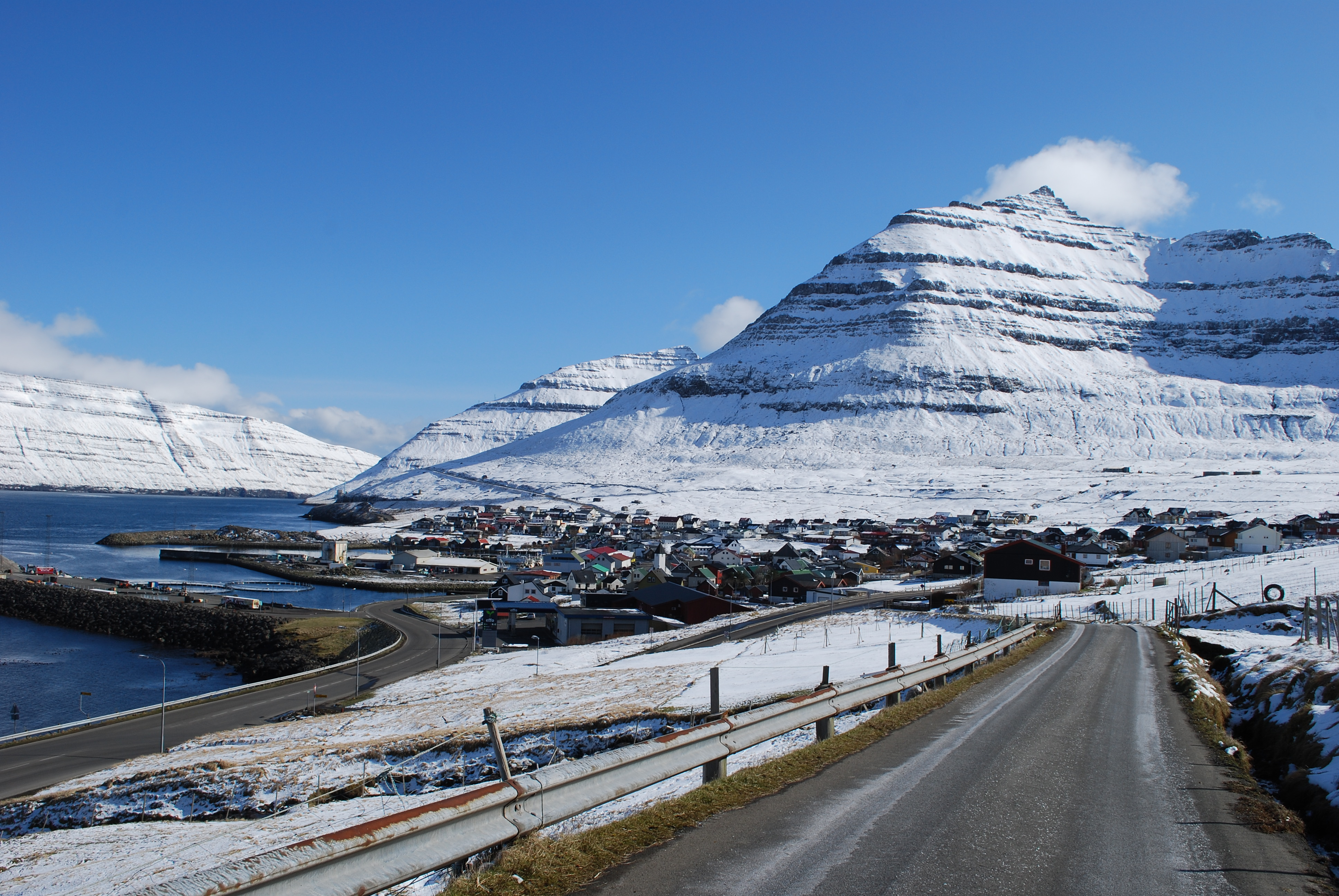
Leirvík en invierno.

Por investigaciones arqueológicas, se sabe que Leirvík fue colonizada desde la era vikinga, en el siglo IX. Sin embargo, el pueblo se menciona por primera vez hasta el siglo XIV, en la Hundabrævið. A finales del siglo XIV, toda la población, salvo una niña, murió a causa de la peste negra. En 1725 llegó a Leirvík un barco de contrabando que comerció con la población local; el barco también trajo consigo la viruela, enfermedad que fue contagiada a toda la población con motivo de una boda que tuvo lugar pocos días después. En 1801 se registró una población de 85 personas. En 1918 Leirvík se separó del municipio de Fuglafjørður para constituir el suyo propio. Este municipio, que sólo incluía la localidad de Leirvík, se disolvió en 2009 al integrarse plenamente al recién formado municipio de Eystur.
Leirvík fue un importante puerto de transbordadores, al ser el punto de enlace entre las islas del norte y las dos principales islas feoresas (Eysturoy y Streymoy). El servicio de transbordadores quedó obsoleto cuando se terminó el túnel submarino de las islas del norte el 19 de abril de 2006, que unió a Leirvík con Klaksvík. Anteriormente, en 1985, se había terminado el túnel de Leirvík, que unió a este pueblo con Norðragøta, reduciendo el tiempo de recorrido considerablemente.

## Cultura y deporte

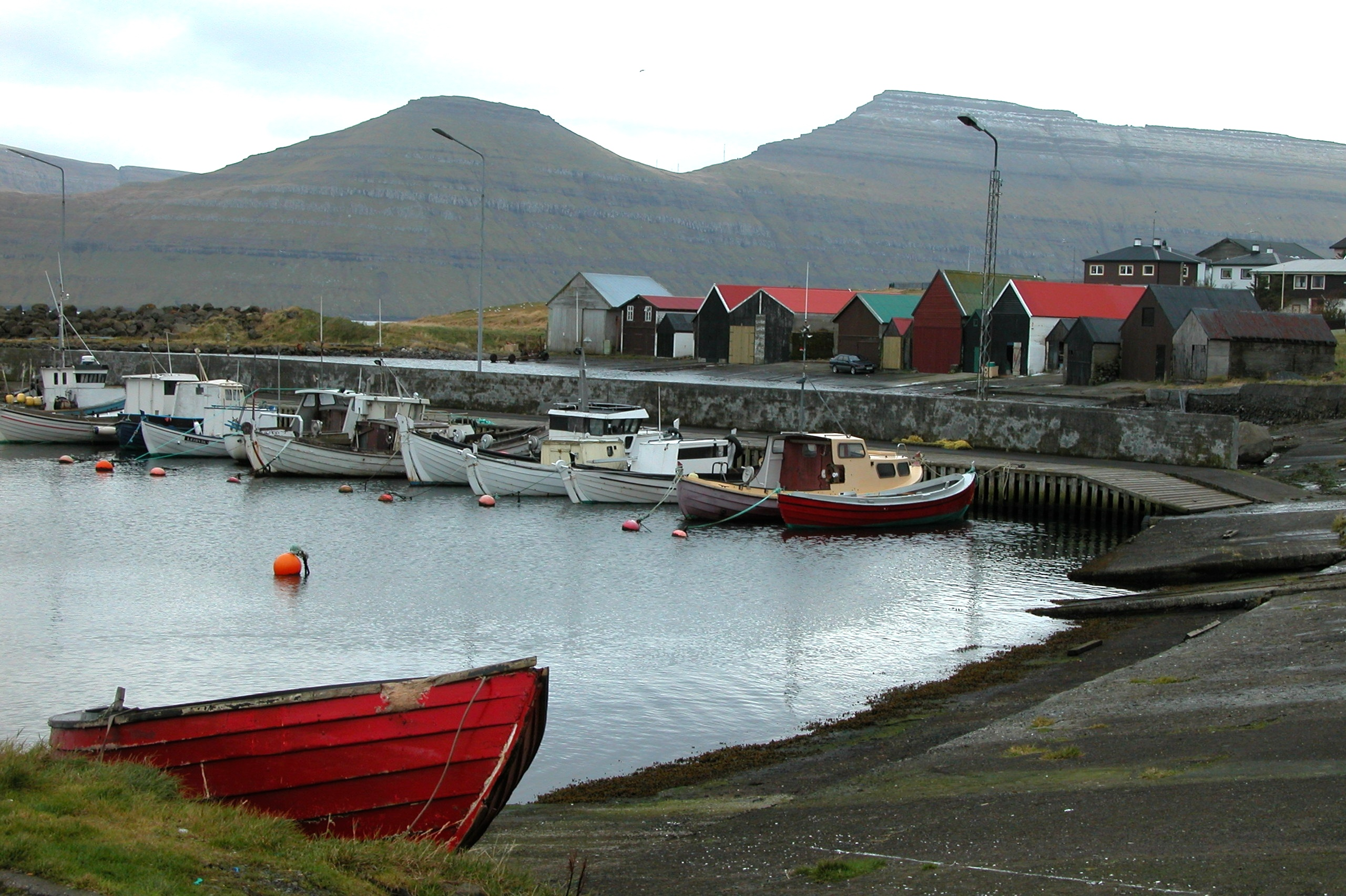
Puerto pesquero de Leirvík.

Leirvík tiene escuela primaria, biblioteca, salón de gimnasia y piscina cubierta. Hay un club de escultismo que data de la década de 1960. Lervík tuvo su propio club de fútbol, el Leirvík ÍF, desde 1928 hasta 2007, cuando se fusionó con el GÍ Gøta para formar el club Víkingur, que juega en el estadio de Norðragøta.
Hay dos museos en el pueblo. El museo de historia de Leirvík está administrado por una asociación local y ocupa un viejo inmueble de arquitectura tradicional que llegó a servir de escuela. El museo de los botes pertenece a la empresa naviera Sjóborg; ahí se exhiben varias embarcaciones típicas feroesas y pinturas de artistas de Leirvík.
La iglesia de Leirvík, que fue consagrada en 1906, sirve de templo a la congregación luterana del pueblo, la cual forma parte de la parroquia de Fuglafjørður de la Iglesia de las Islas Feroe. Esta institución tiene una casa de misión en el pueblo. Hay también una pequeña comunidad pentecostal.